# AlexiBexi

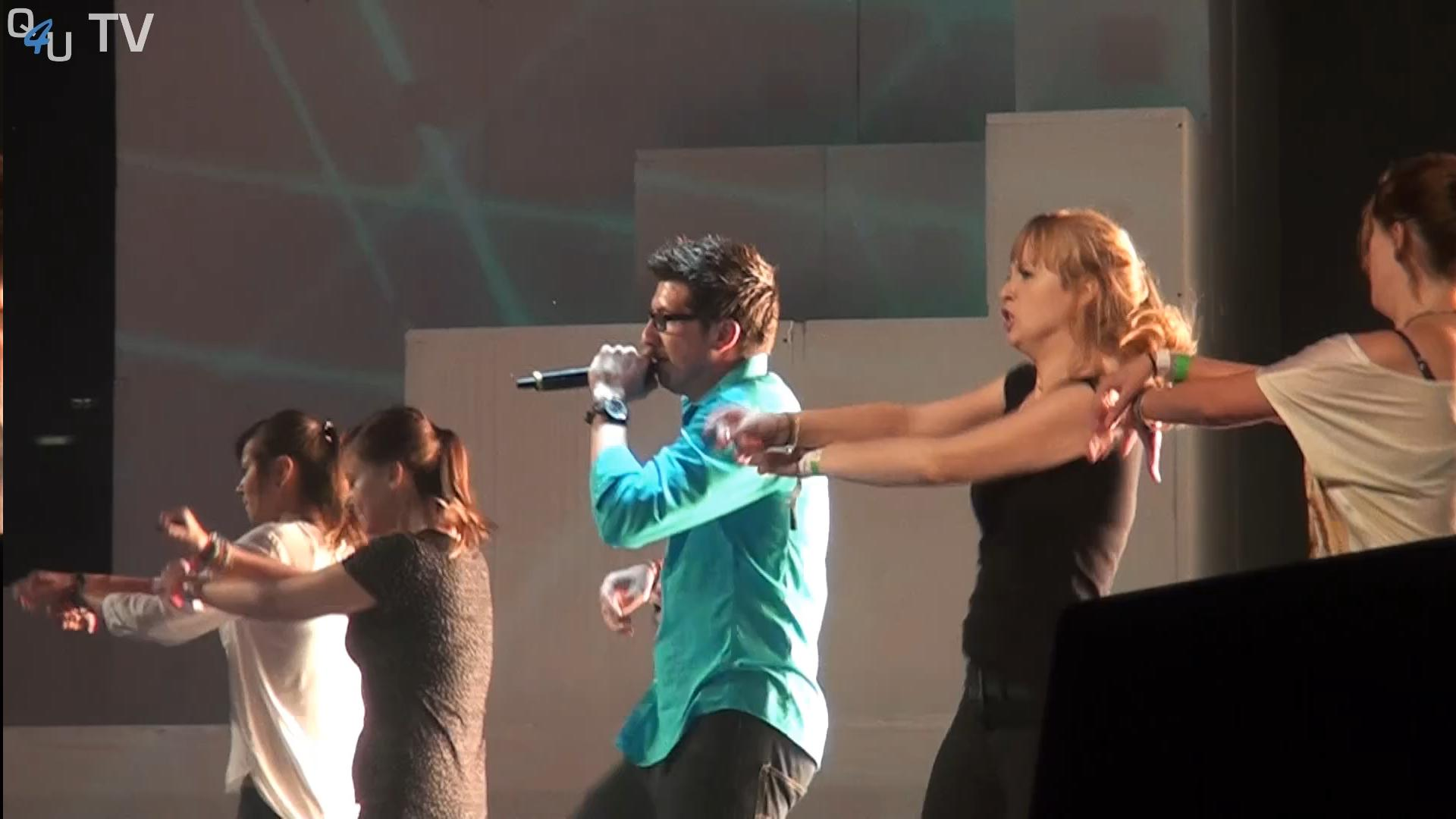
AlexiBexi auf den Videodays 2013

AlexiBexi (* 23. Januar 1989 in Hamburg; bürgerlich Alexander Reinhard Böhm) ist ein deutscher Webvideoproduzent und Musiker.

## Leben
Seit dem Kindesalter ist Alexander Böhm an Video- und Filmschnitt interessiert. Mit 18 Jahren wohnte er in Neu Wulmstorf. Nach Abschluss seines Abiturs im Jahre 2009 begann er sein Studium im Jahre 2011 an der Medienakademie in Hamburg und schloss dieses 2013 erfolgreich als Bachelor of Arts für Regie für Film und Fernsehen an der Hochschule Mittweida ab.
Anfangs wurden diese Videos im Rahmen der Sendung alextv präsentiert, vor allem auf dem Videoportal Sevenload. Dort wurden mehrere Kategorien präsentiert (Top-Listen, Erklärvideos, Nachrichten). Diese Kategorien treten im Magazin unterschiedlich auf. Es gibt keine festgelegte Reihenfolge. Das Format wurde anfangs auch auf YouTube weitergeführt.
Böhm betreibt seit 2008 den YouTube-Kanal AlexiBexi. Zusätzlich betreibt er die Kanäle xanderlein und daddelautomat, wobei letzterer inaktiv ist. Seinen Durchbruch bei YouTube hatte er, als er dort ab 2010 bekannte englischsprachige Lieder auf Deutsch synchronisierte. Die Idee für die Synchronisierung der Lieder bekam er, weil er sich in seiner Zivildienstzeit oft fragte, ob die Zuhörer im Radio eigentlich wüssten, was in englischen Songtexten gelegentlich „für ein Schrott“ gesungen werde.
Auf seinem Kanal erscheinen mittlerweile in unregelmäßigen Abständen auch Videos mit politischem oder erklärendem Inhalt. Besondere Popularität genießen hierbei der „Erklärbär“ und „So ein Scheiss“. Im Format „Erklärbär“ beantwortet er zum Teil Zuschauerfragen, widmet sich oft aber auch kuriosen Rezepten und Experimenten. Außerdem gibt es Technikreviews, Gewinnspiele, die Serie „das Paar“, eine Art Vlog, Let’s Plays und sonstige Videos. Zudem erstellte er 2014 einen Account auf der Streaming-Plattform Twitch und streamt dort regelmäßig Spiele oder probiert neue PC-Komponenten aus.
Böhm ist in vielen Webvideos anderer YouTuber auch Synchronsprecher und tritt auch auf anderen Kanälen in Erscheinung. Er ist unter anderem einer der Hauptakteure beim YouTube-Kanal „Turn On“ (vormals „techlab“).
Seit März 2015 ist er Special Guest beim NDR-YouTube-Kanal NDR-CHECKer.
Böhm hat zudem ein eigenes Unternehmen in Hamburg. Seine Trennung vom Multi-Channel-Network Mediakraft gab er am 1. Juli 2016 bekannt. Zurzeit steht er beim Multi-Channel-Network Divimove unter Vertrag.
Ab dem 30. März 2017 war Böhm in der Rolle des Dr. Mankow in der dreiteiligen ZDFneo-Fernsehserie Neomaniacs zu sehen.
Von April 2017 bis August 2021 betrieb Böhm zusammen mit dem Radio-Hamburg-Moderator André Kuhnert (Qnerd) und Jens Herforth den Podcastkanal randomtainment, der am 12. September 2021 unter dem Namen Alles Ladde fortgesetzt wurde.
Am 16. August 2017 war er unter anderem Interviewer bei #DeineWahl und interviewte Angela Merkel vor der Bundestagswahl 2017. Im Herbst 2018 interviewte er zudem Tim Cook, den CEO der Firma Apple.
Im August 2021 wurde der Podcast randomtainment in Alles Ladde - Fundiertes Halbwissen umbenannt und wurde ab dann von Böhm, André Kuhnert und Florian Kamolz betrieben. In Folge 195 verkündet Böhm seinen Ausstieg aus dem Projekt. Mit Folge 300 wird der Podcast endgültig beendet.
Mittlerweile produziert er auf seinem Hauptkanal fast ausschließlich Technik-Reviews und die sogenannte ABC-Show (AlexiBexi-Content-Show).
Für den privaten Radiosender NRW1 ist er als Station-Voice tätig.

## Filmografie
- 2015: Bob’s Burgers (Staffel 4, Folge 1) – Park Ranger (Synchronrolle)[16]
- 2015–2016: Comedy Rocket
- 2017: Neomaniacs (Fernsehserie) (Staffel 1) – Dr. Mankow
- 2017: Antarktika (Webserie) (Staffel 1) – Jonny Postman & Frosch

## Auszeichnungen
- 2014: Nominierung für den Playaward der Videodays in der Kategorie Comedy
- 2016: Nominierung des Videos DAS ist YOUTUBE (Kurzfilm) für den Webvideopreis Deutschland in der Kategorie Best Video of the Year
- 2017: Nominierung des Videos 1 Million? Verdammt! für den Webvideopreis Deutschland in der Kategorie Community[17]
- 2018: Webvideopreis Deutschland für das Video Code[18]